# Troja (zámek)
Zámek Troja (též Trojský zámek) je barokní stavba v pražské městské části Troja na pravém břehu řeky Vltavy, v bezprostřední blízkosti Pražské zoologické zahrady (západním směrem). 
V jeho areálu se nalézá také několik hospodářských stavení, včetně konírny. K zámku patřila i vinice a kaplička svaté Kláry (severním směrem), která je dnes součástí Botanické zahrady. Objekt zámku je obklopen rozsáhlou zámeckou zahradou s mnoha okrasnými i ovocnými stromy a malým přírodním bludištěm, již zdobí fontány, terakotové vázy, štukové prospekty a oranžérie s bustami imperátorů. Zámek je součástí majetku hl. m. Prahy a včetně zahrady je otevřen pro veřejnost. Galerie hlavního města Prahy zde každoročně od dubna do října pořádá sezónní výstavy. V zámeckém interiéru můžeme spatřit unikátní freskovou výzdobu sálů.

## Historie

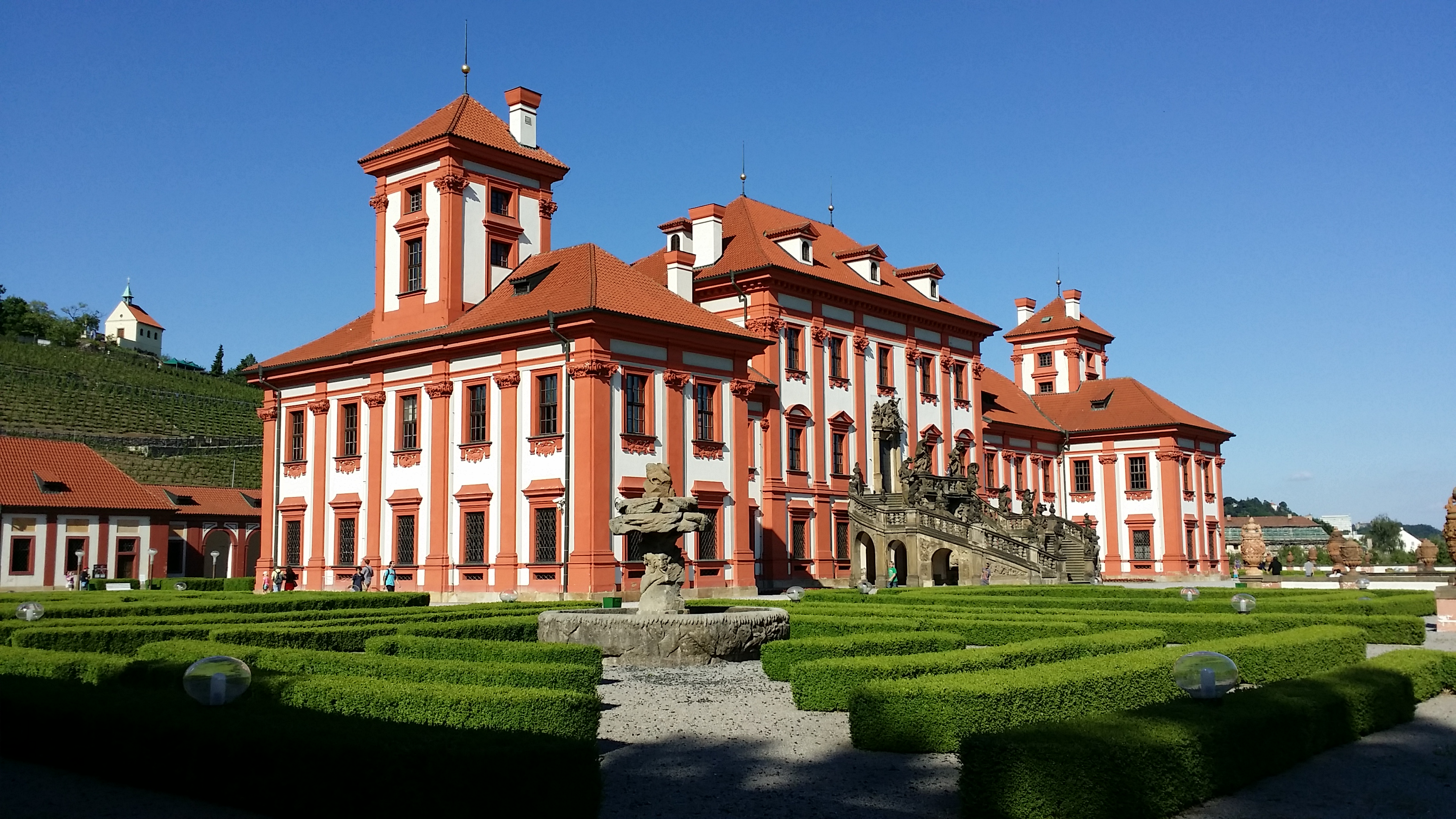
Zámek ze zahrad, barokní schodiště u jižního průčelí, v pozadí je vinice svaté Kláry

Slavnostní sál

Zámek nechal postavit v letech 1679–1685 hrabě Václav Vojtěch ze Šternberka jako své letní sídlo a pobýval zde se svou chotí Klárou a dcerou. Autory projektu byli Giovanni Domenico Orsi a později Jean-Baptiste Mathey, stavitelem byl Silvestro Carlone (viz také sekce Architektura a výzdoba).
V roce 1685 byla založena přilehlá zahrada a roku 1697 byla postavena terasa a hospodářské budovy v okolí zámku. Od Šternberků v roce 1763 zakoupila zámek pro Ústav šlechtičen Marie Terezie a sama tu také několikrát pobývala. Roku 1776 koupil zámek Jan Václav Alsterle z Astfeldu a Vydří, roku 1832 byl odkázán klášterům alžbětinek a milosrdných bratří. Roku 1842 zámek koupil Alfred kníže Windischgrätz, který tu založil vinice. Jeho potomci pak zámek prodali roku 1873 rodině Židlických.

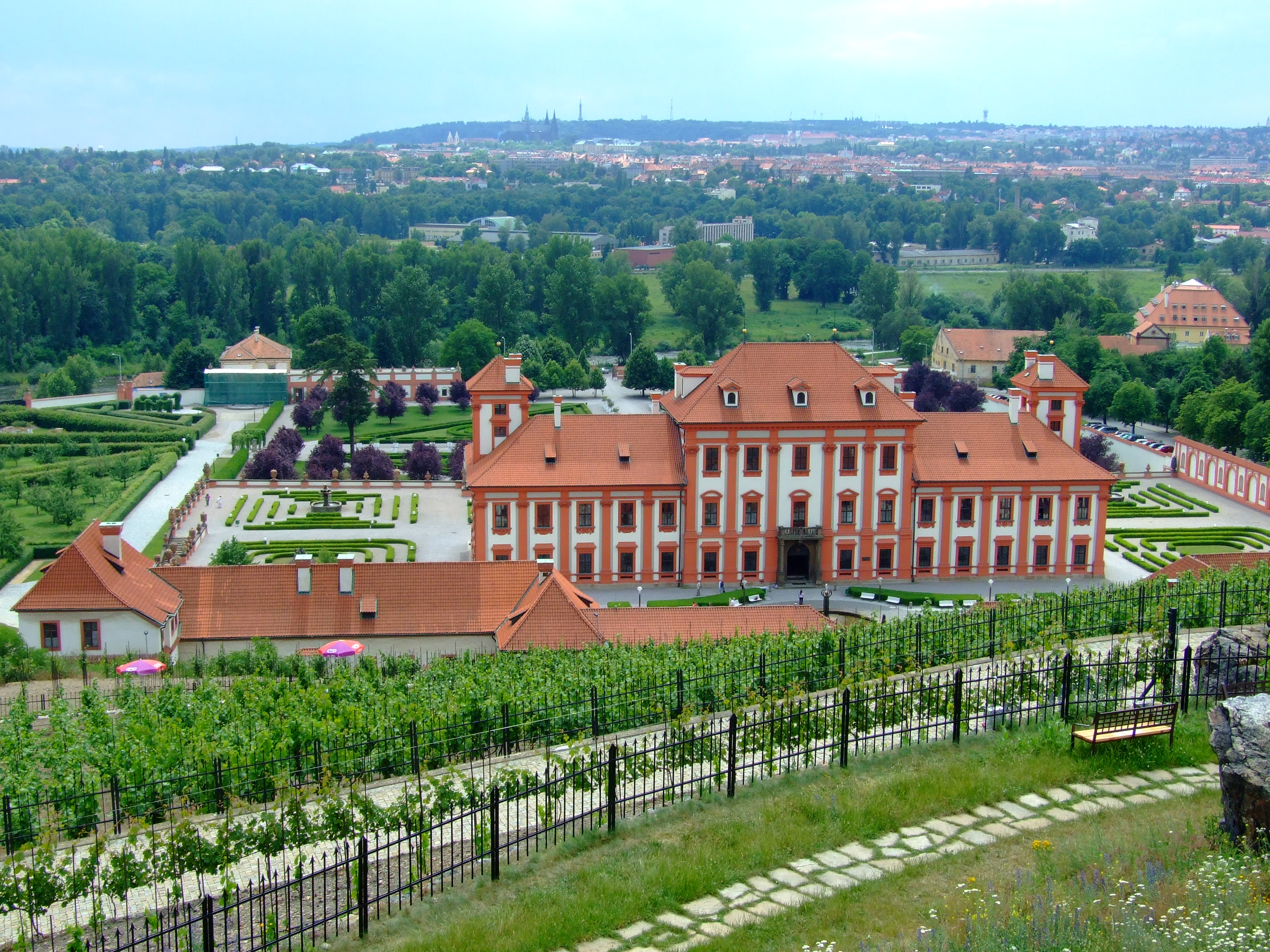
Pohled na zámek a část zahrad z vinice sv. Kláry, v pozadí Císařský ostrov a Královská obora (Stromovka), na obzoru pak Pražský hrad a Petřín

Poslední soukromý majitel, velkostatkář Alois Svoboda, 7. října 1922 věnoval rozsáhlé pozemky a nemovitosti v Praze-Troji včetně zámku u příležitosti 70. narozenin T. G. Masaryka, k památce vzniku Československa a uctění 250. výročí úmrtí J. A. Komenského československému státu, a to s podmínkou, že zde budou vybudována osvětová a sociálně-humanitní zařízení ve prospěch mládeže původem i rasou československé v Komenského duchu. Počítalo se především s vybudováním rozsáhlého pavilónového komplexu škol a internátních zařízení všech stupňů, dětských domovů atd. Ministerská rada poté na přelomu let 1923 a 1924 ustanovila Kuratorium trojských nemovitostí, které mělo rozhodovat o přidělení pozemků. Část těchto pozemků byla využita k vybudování pražské zoologické a botanické zahrady, ačkoliv proti předání pozemků zoologické zahradě se ostře stavěl například Stanislav Růžička. V prosinci 1926 začalo Ministerstvo školství a národní osvěty jednat o využití pozemků s pražskou městskou radou, ministerstvem sociální péče a ministerstvem veřejného zdravotnictví a tělesné výchovy, ale žádná z oslovených institucí na nabídku nereflektovala. Projekty výchovné osady od Stanislava Růžičky a Eduarda Štorcha byly zamítnuty.
V letech 1977–1989 prošel zámek rozsáhlou rekonstrukcí. Při povodni v roce 2002 byl zaplaven sklep a přilehlá zahrada, během velké povodně v roce 2013 byla opět poničena dolní část zahrady.

## Příprava sloučení
V roce 2008 se objevily zprávy, že již několik let (podle mluvčí PBZ již 9 let) se uvažuje o sloučení Pražské zoologické zahrady a přilehlé Botanické zahrady hlavního města Prahy. Rada hlavního města Prahy měla návrh projednat 22. září 2009. V budoucnu měl sloučenému subjektu přibýt do správy i Trojský zámek. Nyní je možné do všech 3 sousedících objektů zakoupit společnou vstupenku, tzv. Trojskou kartu.

## Architektura a výzdoba
Při vypracování projektu se burgundský architekt Jean Baptiste Mathey nechal inspirovat typem římské příměstské vily, s nímž se seznámil za svého italského pobytu. Původní koncepci změnil na pravidelnou dispozici s ústředním sálem, zabírajícím dvě poschodí, jako dominantou celé hmoty stavby. Ze sálu vede do dvou stran chodba s přilehlými salonky. Z hlavního sálu v úrovni prvního patra ústí monumentální vnější dvojramenné schodiště vyzdobené plastikami Georga a Paula Heermannových z Drážďan (mezi 1685–1708). Sochařská výzdoba schodiště zpodobňuje boj titánů s antickými bohy a alegorie denních i ročních období a světadílů. Antické výjevy patrně ovlivnily i název „Troja“, který se pak rozšířil na celou oblast, původně zvanou Zadní Ovenec.
Autory malířské výzdoby zámku byli Carpoforo Tencalla, Francesco Marchetti a jeho syn Giovanni. Výzdobu hlavního sálu vytvořili vlámští malíři Abraham a Isaac Godynové v letech 1688–1692. Námětem nástropních a nástěnných fresek v hlavním sále je vítězství nad Turky u Vídně a oslava rodu Habsburků. Tři místnosti v severovýchodním traktu prvního patra zámku, tzv. čínské komnaty, jsou vyzdobeny nástěnnými malbami s orientálními motivy. Malby jsou dílem neznámého umělce a pocházejí patrně ze druhé poloviny 18. století.

## Zahrada
K zámku přiléhá zahrada v původním barokním stylu s kašnami a zdmi zdobenými terakotovými vázami. Před hlavním průčelím s reprezentativním schodištěm je obdélná zahrada s terasou a dvojicí oranžérií. Východní lichoběžníková část zahrady je komponovaná okolo centrálního labyrintu. K zámku patřila i vinice s kaplí svaté Kláry a část zahrady, která byla později určena na vybudování botanické zahrady.

## Galerie

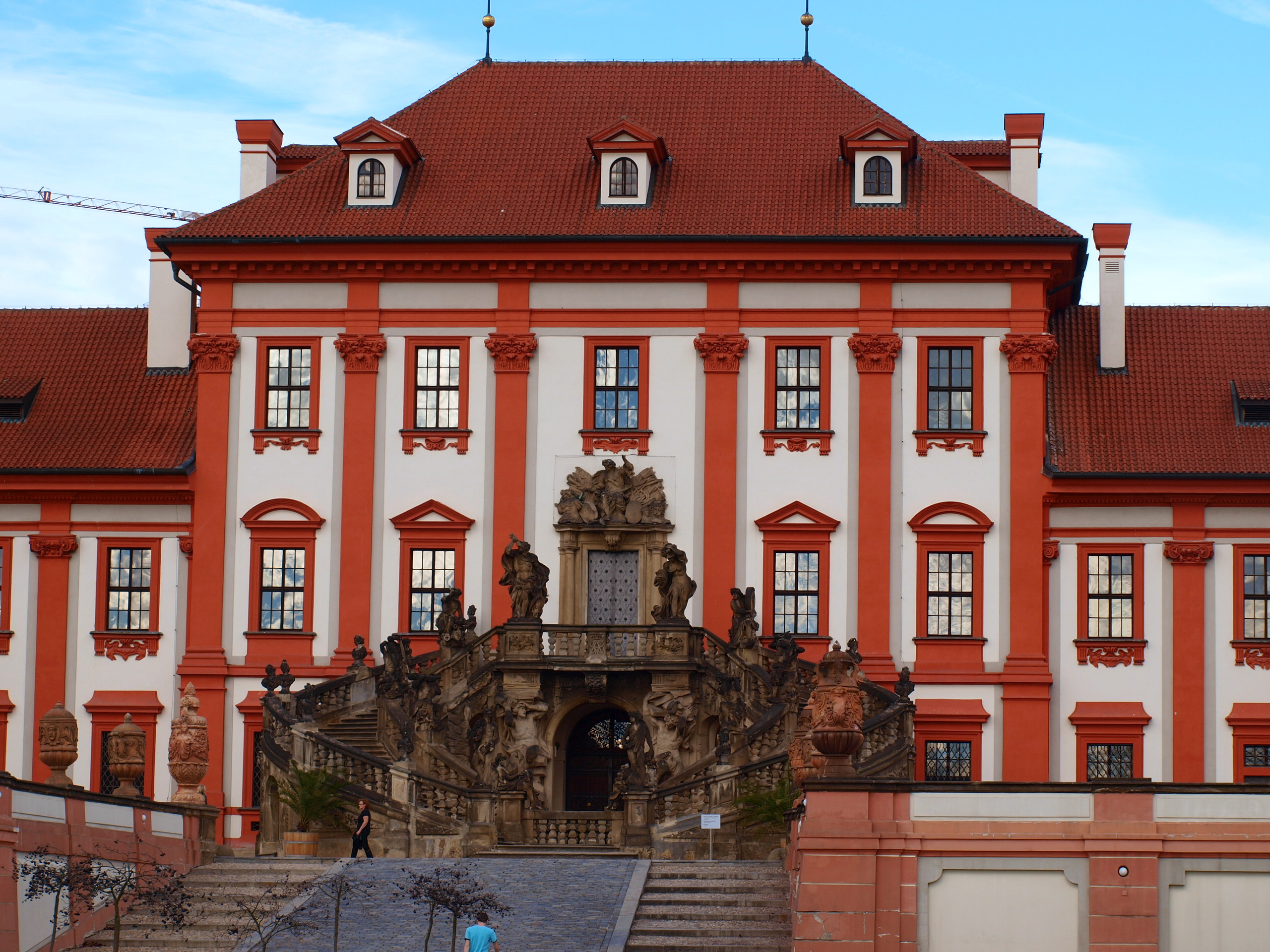
Průčelí se sochami zdobeným schodištěm
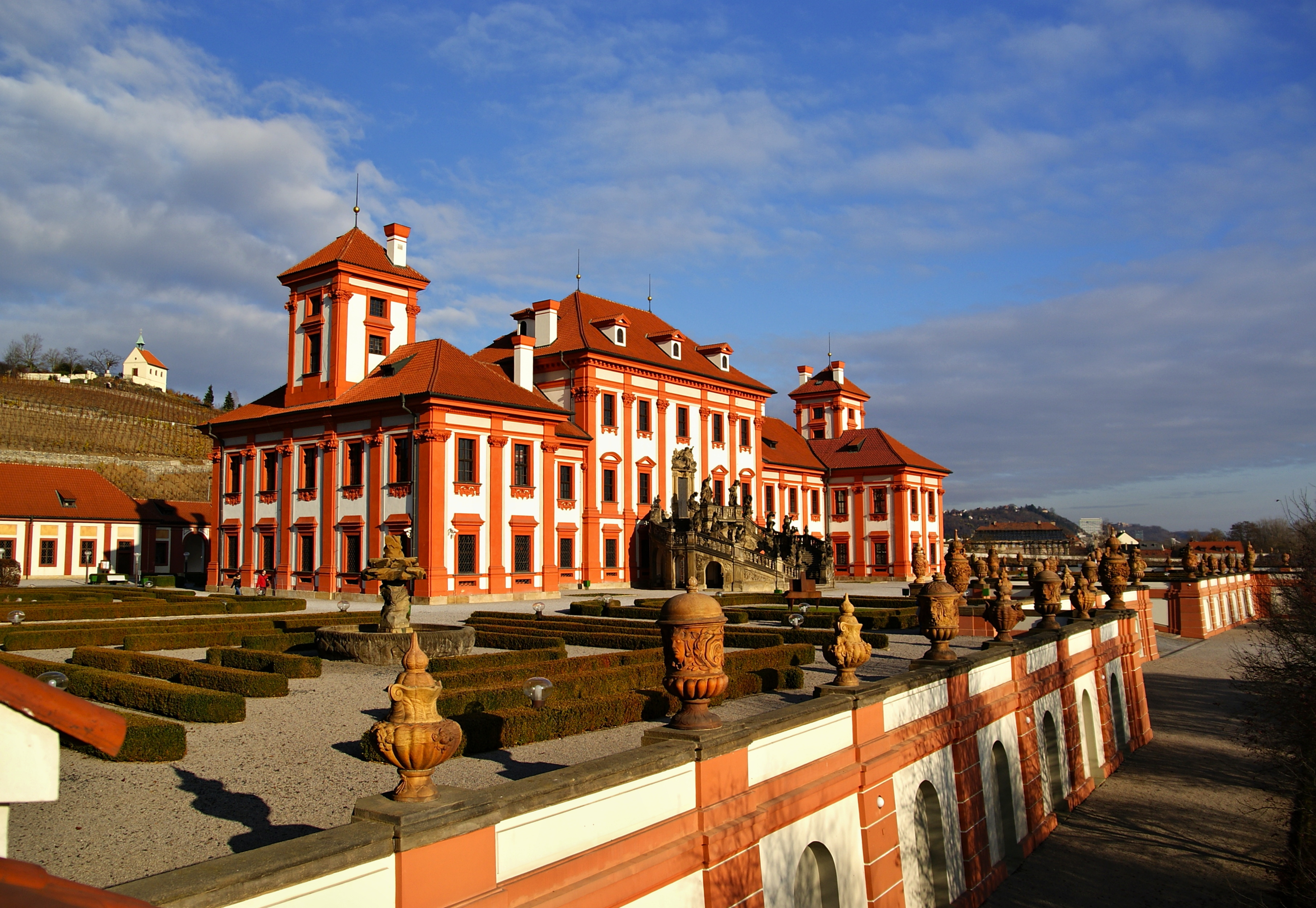
celkový pohled
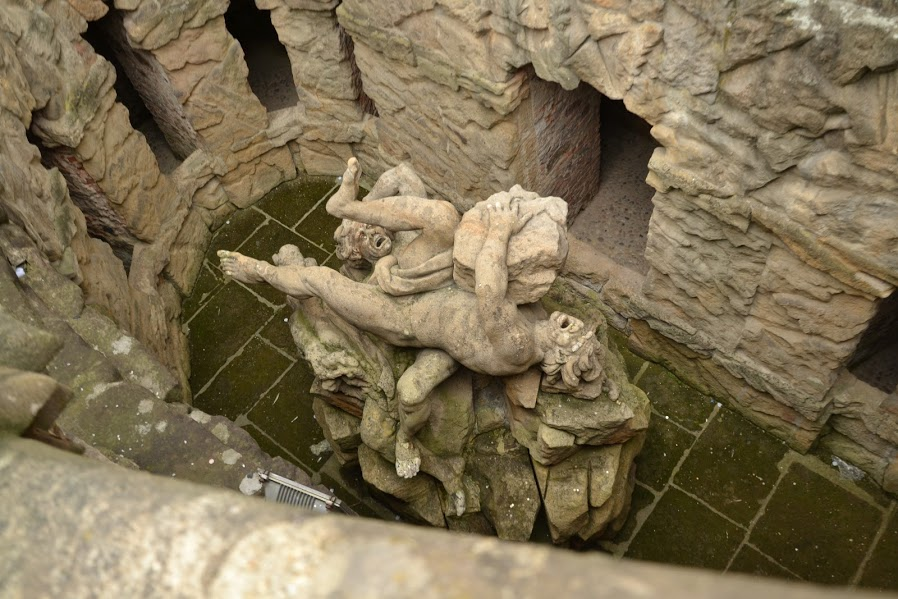
Souboj titánů v zahradním schodišti
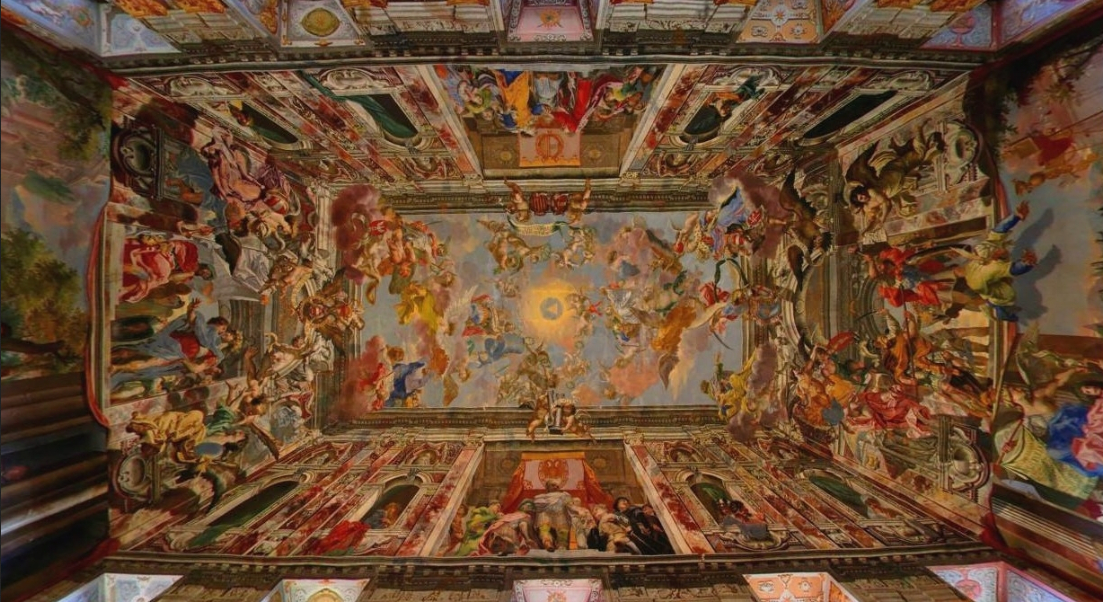
Freska na stropě čestného sálu paláce od Abrahama a Isaaca Godijnových
Detail iluzivní malby v hlavním sále
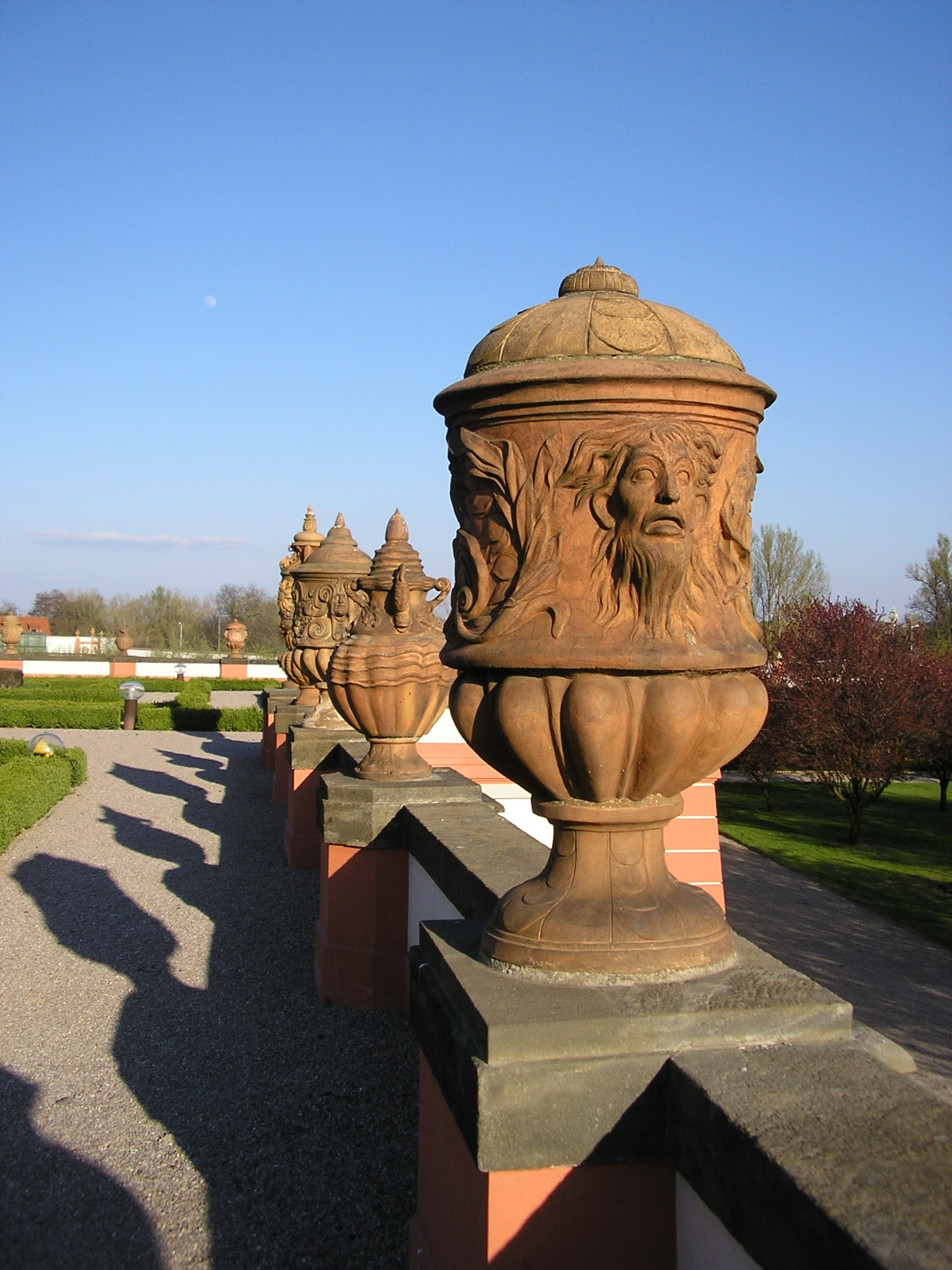
Terakotové vázy zdobící zeď zámecké zahrady